# Довгаль, Александр Александрович
Александр Александрович Довгаль (род. 7 августа 2000, Веденовка, Акмолинская область) — казахстанский футболист, вратарь российского клуба «Тюмень».

## Карьера
Воспитанник акмолинского футбола. Футбольную карьеру начинал в 2019 году в составе клуба «Окжетпес М» во второй лиге. 1 июля 2023 года в матче против клуба «Кайсар» дебютировал в казахстанской Премьер-лиге (1:0).
10 января 2025 года перешёл в российский клуб «Тюмень».

## Достижения
«Окжетпес»
- Победитель первой лиги: 2022

## Статистика
| Клуб             | Сезон            | Лига | Лига | Кубки | Кубки | Еврокубки | Еврокубки | Итого | Итого |
| Клуб             | Сезон            | Игры | Голы | Игры  | Голы  | Игры      | Голы      | Игры  | Голы  |
| ---------------- | ---------------- | ---- | ---- | ----- | ----- | --------- | --------- | ----- | ----- |
| Окжетпес         | 2021             | 10   | -10  | —     | —     | —         | —         | 10    | -10   |
| Окжетпес         | 2022             | 15   | -11  | —     | —     | —         | —         | 15    | -11   |
| Окжетпес         | 2023             | 3    | -5   | 1     | -1    | —         | —         | 5     | -1    |
| Окжетпес         | Итого            | 28   | -26  | 1     | -1    | —         | —         | 29    | -27   |
| → Окжетпес М     | 2019             | 4    | -11  | —     | —     | —         | —         | 4     | -11   |
| → Окжетпес М     | 2020             | 4    | -7   | —     | —     | —         | —         | 4     | -7    |
| → Окжетпес М     | 2021             | 7    | -12  | —     | —     | —         | —         | 7     | -12   |
| → Окжетпес М     | 2022             | 5    | -6   | —     | —     | —         | —         | 5     | -6    |
| → Окжетпес М     | 2023             | 2    | -2   | —     | —     | —         | —         | 2     | -2    |
| → Окжетпес М     | Итого            | 22   | -38  | —     | —     | —         | —         | 22    | -38   |
| Кызыл-Жар        | 2024             | 4    | -3   | 3     | -3    | —         | —         | 7     | -6    |
| Кызыл-Жар        | Итого            | 4    | -3   | 3     | -3    | —         | —         | 7     | -6    |
| Всего за карьеру | Всего за карьеру | 54   | -67  | 4     | -4    | —         | —         | 58    | -71   |